# Domenico Calcagno

Domenico kardinál Calcagno (3. února 1943, Tramontana) je italský římskokatolický kněz, emeritní předseda Správy majetku Apoštolského stolce, kardinál.
Kněžské svěcení přijal 29. června 1967, světitelem byl kardinál Giuseppe Siri. Dne 25. ledna 2002 ho papež Jan Pavel II. jmenoval ordinářem diecéze Savona-Noli. Biskupské svěcení se uskutečnilo 9. března téhož roku, světitelem se stal kardinál Dionigi Tettamanzi. 7. července 2007 ho papež Benedikt XVI. jmenoval sekretářem Správy majetku Apoštolského stolce. Přesně o čtyři roky později - 7. července 2011 - se stal předsedou této součásti římské kurie, když se stal nástupcem kardinála Nicory. 6. ledna 2012 bylo ohlášeno jeho jmenování kardinálem, které oficiálně uskutečnil papež Benedikt XVI. na konzistoři 18. února 2012. Tehdy mu byla přidělena titulární římská diakonie Zvěstování Panny Marie na Via Ardeatina.. Na funkci předsedy Správy majetku Apoštolského stolce rezignoval z důvodu dosaženého věkového limitu, papež František jeho rezignaci přijal 26. června 2018 a jmenoval jeho nástupcem Nunzia Galantina